# Brnířov
Brnířov település Csehországban, a Domažlicei járásban. Brnířov Nová Ves és Kdyně településekkel határos. Lakosainak száma 456 fő (2024. január 1.).

## Népesség
A település lakosságának változását az alábbi diagram mutatja:
| Lakosok száma | 273  | 341  | 339  | 342  | 322  | 392  | 394  | 406  | 408  | 456  |
|               | 1869 | 1900 | 1921 | 1961 | 1980 | 2011 | 2016 | 2019 | 2021 | 2024 |